# Petru Creția
Petru Creția (n. 21 ianuarie 1927, Cluj, România – d. 14 aprilie 1997, București, România) a fost un profesor de limba greacă, traducător al operei lui Platon, autor, eminescolog, filosof și eseist român.

## Biografie
S-a născut la Cluj, ca fiu al unui funcționar, Aurel Creția, și al soției acestuia, Călina Creția (înainte de căsătorie, Humița). A studiat limbile clasice la Universitatea din București, în perioada 1946-1951.
Din 1952 până în 1971 a urmat o carieră universitară: a fost asistent, apoi lector la Secția de Limbi Clasice a Facultății de Litere din București, unde a ținut cursuri de filologie greacă, alături de soția sa, Gabriela Creția, profesoară la aceeași facultate. Între 1971 și 1975 a fost cercetător la Institutul de Filozofie al Academiei Române. Din 1975 a editat, alături de Dumitru Vatamaniuc și un grup de auxiliari de la Muzeul Literaturii Române, sub egida Academiei Române, ediția națională a operei complete a poetului Mihai Eminescu. Din 1971 a coordonat, în colaborare cu Constantin Noica, ediția Platon la Editura Științifică și Enciclopedică. După 1989 a condus revista de istorie literară Manuscriptum.
A fost unul din ultimii vorbitori din balconul Pieței Universității, înaintea mineriadei din 13-15 iunie 1990.

## Opera

### Volume
- Norii (Cartea Românească, 1979)
- Epos și logos (Univers, 1981)
- Poezia (Cartea Românească, 1983)
- Pasărea Phoenix (Cartea Românească, 1986)
- Oglinzile (Humanitas, 1993)
- Luminile și umbrele sufletului (Humanitas, 1995)
- Catedrala de lumini. Homer, Dante, Shakespeare (Humanitas, 1997)
- În adâncile fântâni ale mării (Humanitas, 1997)
- Catedrala de lumini. Homer, Dante, Shakespeare (Humanitas, 1997)
- Testamentul unui eminescolog (Humanitas, 2000)
- Eseuri morale (Muzeul Literaturii Române, 2000)
- Despre E. A. Poe. Infernul terestru (Muzeul Literaturii Române, 2003)
- Ahile sau Despre forma absolută a prieteniei. Ariel sau Despre forma pură a libertății (Humanitas, 2009)
- Constelația Luceafărului. Sonetele. Scrisorile (Humanitas, 2012)
- Petru Creția - 111 cele mai frumoase poezii (Nemira, 2014)

### Traduceri
- din Vechiul Testament: 
  - Iov, Iona, Ecleziastul, Ruth, Cântarea Cântărilor (cu studii introductive, 1995)
- din latina medievală:
  - Dante, De vulgari eloquentiae, Epistolae, Eclogae
- din italiană: 
  - M. Bontempelli, Oameni în timp (1966);
  - E. Cecchi, Peștii roșii (1973);
  - Longos, Daphnis și Chloe,
  - A. Tilgher, Viața și nemurirea în viziunea greacă
- din franceză: 
  - Marguerite Yourcenar, Povestiri orientale (1993);
  - Alexis, Creierul negru al lui Piranesi (1996);
  - Georges Dumézil, Zeii suverani ai indoeuropenilor;
  - Emil Cioran, Emil Cioran.Antologia portretului - de la Saint-Simon la Tocqueville  (Humanitas, 1997).
  - G. Duby, Cavalerul, femeia și preotul (1997);
  - François Bluche, De la Cezar la Churchill. Vorbe memorabile explicate în contextul istoric (1995);
- din engleză: 
  - Virginia Woolf, Doamna Dalloway (1968), Valurile (1973), Eseuri (1972);
  - T. S. Eliot, Eseuri (1975);
  - Frances A. Yates, Iluminismul rozicrucian;
  - Graham Swift, Ultima comandă.

### In memoriam
- Valentin Cosereanu - 100 de zile cu Petru Creția, Editura Junimea, 2014
- Amintiri despre Petru Creția, Editura Școala Ardeleană, 2017